# Gabriel Ferrater
Gabriel Ferrater Soler (Reus, 20 de mayo de 1922-San Cugat del Vallés, Barcelona, 27 de abril de 1972) fue un poeta, traductor, crítico y lingüista español del siglo XX.

## Biografía
Su abuelo había creado una empresa de exportación de vino en Reus, que prosperó en la Primera Guerra Mundial; de ella vivieron su padre y tíos. Es primo hermano de Gabriel Ferraté Pascual y hermano de Joan Ferraté i Soler. Hizo el servicio militar en Tarragona. Se matriculó en la Universidad de Barcelona para estudiar álgebra, y cursó la carrera de Matemáticas durante tres años.
Ferrater, que escribía desde los veinte años, intentó cierta estabilidad profesional y personal hacia los treinta años. Primero partió a Londres para encontrar algún trabajo editorial. Más tarde viajó a Hamburgo, donde trabajó como lector de la Editorial Rowohlt. 
Después regresó a Cataluña, y en 1963 aceptó el cargo de director literario de Seix Barral, en manos entonces del Carlos Barral, de quien fue amigo, así como de Jaime Gil de Biedma y Carles Riba. En 1964 se casó con Jill Jarrell, periodista estadounidense, de quien se separará a los dos años, y fijó su residencia en San Cugat del Vallés. Entre 1958 y 1968 escribió y publicó toda su obra poética. Durante unos años fue pareja de Helena Valentí i Petit.
En 1968 Ferrater decidió llevar a cabo estudios de Filosofía y Letras en Barcelona. A continuación, ejerció como profesor en la Universidad Autónoma de esa ciudad, enseñando Lingüística y Crítica Literaria. Por entonces su actividad fue constante, como conferenciante, colaborador en proyectos y seminarios, traductor del alemán y del inglés. Escribió ensayos y artículos sobre teoría lingüística y en la revista Serra d'Or entre 1969 y 1972, bajo el título De causis linguae, incluyendo una original teoría métrica fundada en el elemento fonológico de la gramática generativa chomskyana. Tradujo al catalán El Proceso de Kafka, Language de Leonard Bloomfield y Cartesian linguistics de Noam Chomsky. En esos años recibe diversos premios. Sin embargo, el 27 de abril de 1972, Gabriel Ferrater se suicidó en su piso con una mezcla de barbitúricos: no había cumplido los cincuenta años. Había dicho a su grupo de amigos que se suicidaría al cumplir medio siglo de edad.
En honor del poeta, se creó en el año 2001 el «Premi de poesia Sant Cugat a la memòria de Gabriel Ferrater», convocado anualmente por el Ayuntamiento de Sant Cugat del Vallés. Es uno de los certámenes de poesía con mayor prestigio y de los mejor dotados económicamente de Cataluña.

## Obra
Su poesía tiene contactos con la obra de Thomas Hardy, W. H. Auden, Shakespeare, Bertolt Brecht y Ausiàs March. Erotismo y nostalgia por el tiempo perdido son tópicos constantes en su obra. Por otra parte, en sus producciones poéticas, Ferrater representa la voluntad de regenerar el sistema literario en catalán durante el periodo de la posguerra, cuyo oscurantismo aborrecía. Su poesía fue escrita a lo largo de la década de los sesenta, en el cambio de polarización estética entre la línea de tradición postsimbolista y el emergente realismo histórico. No hay interés en su poesía hasta finales de los años setenta, cuando el realismo histórico empieza a perder protagonismo, y sus obras fueron valoradas cuando murió.
Ferrater escribió tres obras de poesía: Da nuces pueris (1960), Menja't una cama (1962), y Teoria dels cossos (1966). Más tarde, compuso algunos poemas nuevos, recopilando 114 poemas en la obra Les dones i els dies. El autor también escribió una novela policíaca titulada Un cuerpo, o dos, con el escritor y pintor José María de Martín.
Después solo compuso un puñado de poemas nuevos, pero revisó los publicados y preparó la edición de su obra completa: Les dones i els dies (Las mujeres y los días), de 1968. El volumen reúne 114 poemas más bien breves, excepto «In memoriam» y «Poema inacabat».
En sus poesías destacan sobre todo la métrica y la ironía. Su poesía se caracteriza por el realismo, el uso de temas cotidianos y coloquialismos, y por la distancia con las formas retóricas y artificiosas de expresión, propias de la lírica hispánica de los años sesenta.
En su obra podemos distinguir tres etapas: poesía que tiene como tema la literatura; aquella en la que el autor trata el tema de la observación social; y una última que tiene varias subetapas: en una habla de sus experiencias personales, habla también sobre la muerte y la moral, y hace reflexiones sobre el paso del tiempo. En otra subetapa, Ferrater reflexiona sobre el amor y el erotismo, tema muy común en su poesía.
Ferrater es conocido como poeta y es en la poesía donde consigue los resultados más sobresalientes, pero también realizó muchas traducciones y críticas de arte. Una parte se ha recogido en Papers, cartes, paraules, de 1986. Su importancia en la intelectualidad catalana de la segunda mitad del siglo XX ha ido siendo reconocida cada vez con más fuerza con el paso del tiempo.

## Libros
- Da nuces pueris, 1960; reed.: Empúries, 1987.
- Menja't una cama, 1962; reed.: Empúries, 1997.
- Teoria dels cossos, 1966; reed.: Empúries, 1989.
- Les dones i els dies, Edicions 62, 1968. La versión en español es Las mujeres y los días, Seix-Barral, 1979, traducido por Pedro Gimferrer, José Agustín Goytisolo y José María Valverde.

Póstuma:
- La poesía de Carles Riba, 1979.
- Sobre literatura. Assaigs, articles i altres textos (1951-1971), Edicions 62, 1979.
- Sobre pintura, Seix Barral, 1981.
- Sobre el llenguatge, Quaderns crema, 1981.
- Papers, cartes, paraules, Quaderns crema, 1986. Tr. Noticias de libros, Península, 2000.
- (con José María de Martín) Un cuerpo, o dos, Sirmio, 1987.